# クボタカイ
クボタカイ（1999年〈平成11年〉 - ）は、日本のシンガーソングライター、ラッパー。宮崎県出身。所属事務所はROOFTOP、所属レーベルはワーナーミュージック・ジャパン。
公式ファンクラブは「クボタ会」。

## 概要
宮崎県出身。2017年より音楽活動を始める。
2019年にEP「明星」をリリースしインディーズデビュー。
2021年ワーナーミュージック・ジャパンよりメジャー・デビュー。同年9月Hey! Say! JUMPのシングル『群青ランナウェイ』のC/W曲「シャッターチャンス」にて初めて楽曲提供を行った。

## 関連人物
- Taro Ishida（共作曲）
- maeshima soshi（編曲）
- Mega Shinnosuke（友人）
- 森谷優里（ライブサポート）
- Yaffle（編曲）

## ディスコグラフィ

### 自主制作
- 305（2018年3月）

### 配信限定シングル
| #    | 発売日 | 発売日   | タイトル                       | 規格                   | 収録アルバム             |
| ---- | ------ | -------- | ------------------------------ | ---------------------- | ------------------------ |
| 1st  | 2020年 | 2月5日   | 『パジャマ記念日』             | デジタル・ダウンロード | 『来光』                 |
| 2nd  | 2020年 | 3月18日  | 『春に微熱』                   | デジタル・ダウンロード | 『来光』                 |
| 3rd  | 2020年 | 12月9日  | 『MENOU』                      | デジタル・ダウンロード | 『来光』                 |
| 4th  | 2021年 | 1月13日  | 『MIDNIGHT DANCING』           | デジタル・ダウンロード | 『来光』                 |
| 5th  | 2021年 | 2月17日  | 『Youth love』                 | デジタル・ダウンロード | 『来光』                 |
| -    | 2021年 | 6月30日  | 『解けない駆け引き』           | デジタル・ダウンロード | 『Touch the figure』     |
| 6th  | 2021年 | 8月4日   | 『Sunset City』                | デジタル・ダウンロード | 『返事はいらない』       |
| 7th  | 2021年 | 9月24日  | 『エックスフレンド』           | デジタル・ダウンロード | 『返事はいらない』       |
| 8th  | 2022年 | 3月23日  | 『ナイトイーター』             | デジタル・ダウンロード | 『返事はいらない』       |
| 9th  | 2022年 | 5月13日  | 『ひらめき』                   | デジタル・ダウンロード | 『返事はいらない』       |
| 10th | 2022年 | 7月6日   | 『ピアス』                     | デジタル・ダウンロード | 『返事はいらない』       |
| -    | 2022年 | 7月27日  | 『What's up』                  | デジタル・ダウンロード | （未収録）               |
| 11th | 2022年 | 9月28日  | 『ロマンスでした』             | デジタル・ダウンロード | 『返事はいらない』       |
| -    | 2022年 | 11月10日 | 『二人の答え』                 | デジタル・ダウンロード | 『日々は季節をめくって』 |
| 12th | 2023年 | 1月18日  | 『夢で逢えたら』               | デジタル・ダウンロード | 『返事はいらない』       |
| 13th | 2023年 | 4月12日  | 『隣』                         | デジタル・ダウンロード | 『返事はいらない』       |
| 14th | 2023年 | 5月17日  | 『蝶つがい』                   | デジタル・ダウンロード | 『返事はいらない』       |
| 15th | 2023年 | 8月9日   | 『バニラ』                     | デジタル・ダウンロード | 『返事はいらない』       |
| 16th | 2024年 | 1月19日  | 『gear5』                      | デジタル・ダウンロード | （未収録）               |
| 17th | 2024年 | 2月21日  | 『フラッシュバックメモリーズ』 | デジタル・ダウンロード | （未収録）               |
| 18th | 2024年 | 7月10日  | 『アルコール』                 | デジタル・ダウンロード | （未収録）               |
| -    | 2024年 | 9月4日   | 『Step』                       | デジタル・ダウンロード | （未収録）               |
| 19th | 2024年 | 11月20日 | 『あくび』                     | デジタル・ダウンロード | （未収録）               |

### アナログシングル
|     | 発売日         | タイトル                                          | 規格              | 規格品番 | 収録アルバム |
| --- | -------------- | ------------------------------------------------- | ----------------- | -------- | ------------ |
| 1st | 2019年11月03日 | 『ベッドタイムキャンディー2号 / Wakakusa night.』 | 7インチシングル盤 | KMKN-47  | 『明星』     |

### アルバム
|     | 発売日         | タイトル           | 規格 | 規格品番     | オリコン |
| --- | -------------- | ------------------ | ---- | ------------ | -------- |
| 1st | 2019年12月04日 | 『明星』           | CD   | DDCB-14067   |          |
| 2nd | 2021年04月07日 | 『来光』           | CD   | DDCB-14076   |          |
| 3rd | 2023年10月18日 | 『返事はいらない』 | CD   | WPZL-32100/1 |          |

### 歌手参加作品
- TERU
  - BLUE feat. クボタカイ & 空音
- Rin音
  - Summer Film's feat. 空音, クボタカイ
  - 春にふられて feat. クボタカイ
- みゆな
  - あのねこの話 feat.クボタカイ[3]
- Mega Shinnosuke
  - 兄弟 feat. クボタカイ[4]
- KERENMI
  - TOKYO 君が everything feat. キタニタツヤ & クボタカイ[5]
- asmi
  - UTAGE feat. Rin音 & クボタカイ & A夏目 & ICARUS & キズナ

### 楽曲提供
| 発売日 | 発売日   | タイトル                           | 収録曲             | 備考                                                  |
| ------ | -------- | ---------------------------------- | ------------------ | ----------------------------------------------------- |
| 2021年 | 8月25日  | Hey! Say! JUMP『群青ランナウェイ』 | シャッターチャンス | 作詞:クボタカイ、作曲:クボタカイ・Taro Ishida         |
| 2022年 | 3月2日   | adieu『穴空きの空』                | 穴空きの空         | 作詞・作曲（アニメ「半妖の夜叉姫」第2クールEDテーマ） |
| 2022年 | 3月30日  | Snow Man『ブラザービート』         | ブラザービート     | 作詞:クボタカイ、作曲:クボタカイ・Taro Ishida         |
| 2023年 | 10月25日 | 寿美菜子『Curious』                | OMAJINAI           | 作詞:クボタカイ、作曲:クボタカイ・Taro Ishida         |

## ミュージックビデオ
- ベッドタイムキャンディー2号（制作:アスラフィルム）
- MIDNIGHT DANCING（出演:yurinasia）
- ピアス（出演:濱正悟）
- せいかつ（出演:なえなの）
- ふたりぼっち（出演:吉田美月喜）
- ロマンスでした（出演:莉子）[7]

## タイアップ
| 起用年 | 曲名                       | タイアップ先                                                          |
| ------ | -------------------------- | --------------------------------------------------------------------- |
| 2021年 | MIDNIGHT DANCING           | 熊本県民テレビ『カジサックのじゃないと』オープニングテーマ            |
| 2023年 | 隣                         | ハピネットファントム・スタジオ『サイド バイ サイド 隣にいる人』主題歌 |
| 2024年 | gear5                      | テレビ東京系ドラマ25『ハコビヤ』オープニングテーマ                    |
| 2024年 | フラッシュバックメモリーズ | MBSドラマシャワー『マイストロベリーフィルム』オープニング主題歌       |
| 2024年 | あくび                     | テレビ東京系木ドラ24『下山メシ』主題歌                                |

## 出演
- 2023年11月9日 - ニッポン放送「オールナイトニッポンX」[11]

## 主なライブ
- 2022年6月18日 - YATSUI FESTIVAL! 2022
- 2022年9月18日 - イナズマロックフェス2022